# Bergüzar Korel
Bergüzar Gökçe Korel (ur. 27 sierpnia 1982 w Stambule) – turecka aktorka filmowa i modelka.

## Życiorys

### Wczesne lata
Urodziła się i wychowała w Stambule jako córka pary aktorskiej – Hulyi Darcan i Tanju Korela. Studiowała aktorstwo na Mimar Sinan Fine Arts University. W czasie studiów uprawiała wyczynowo siatkówkę.

### Kariera
W 1998 zadebiutowała na małym ekranie w serialu Kirik Hayatlar. Po raz pierwszy wystąpiła w filmowej roli jako Leyla w wojennym dramacie sensacyjnym Kurtlar Vadisi: Irak (Dolina Wilków: Irak, 2006) z udziałem Billy’ego Zane, Ghassana Massouda, Gary’ego Buseya, Diego Serrany i Tita Ortiza. Dzięki sukcesowi filmu wystąpiła w kilku reklamach, w tym Pantene.
Popularność przyniosła jej główna rola Szeherazady w serialu Tysiąc i jedna noc. W serialu Wspaniałe stulecie wystąpiła gościnnie w roli Moniki Teresy. Od 2012 występuje w popularnym serialu Karadayı, jako Feride Şadoğlu.

## Życie prywatne
7 sierpnia 2009 wyszła za mąż za aktora Halita Ergença, z którym ma troje dzieci – Alego (ur. 8 lutego 2010), Hana (ur. 8 marca 2020) i Leylę (ur. 3 października 2021).

## Filmografia

### Filmy
- 1999:  Şen Olasın Ürgüp
- 2006: Kurtlar Vadisi: Irak jako Leyla
- 2009: Aşk Geliyorum Demez jako Gozde
- 2019: Bir aşk İki hayat jako Deniz
- 2021: Dalecy bliscy

### Seriale
- 2006–2009: Tysiąc i jedna noc jako Szeherezada
- 2010–2011: Bitmeyen şarkı jako Feraye
- 2011: Wspaniałe stulecie jako Monika Teresa
- 2012–2015: Karadayı jako Feride Şadoğlu
- 2016-2018: Zraniona miłość jako Azize